# هیجوم
هیجوم (به هلندی: Hijum) یک منطقهٔ مسکونی در هلند است که در لیوواردرادیل واقع شده‌است. هیجوم ۳۸۵ نفر جمعیت دارد.